# Abel Bonnard
Abel Bonnard (Poiters, 19. prosinca 1883. – Španjolska, 31. svibnja 1968.), francuski književnik.
Vrlo rano počeo je pisati pjesme i njegova zbirka "Les Families" objavljena 1906. godine, posve je originalno djelo puno sretnih otkrića koja su mu dala počasno mjesto među suvremenim pjesnicima. Objavljivao je i romane i putopise. 